# Chahan (món ăn)

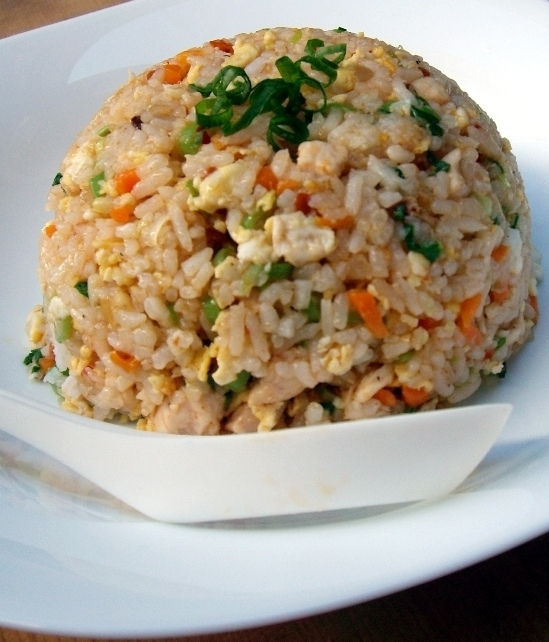
chahan Nhật Bản

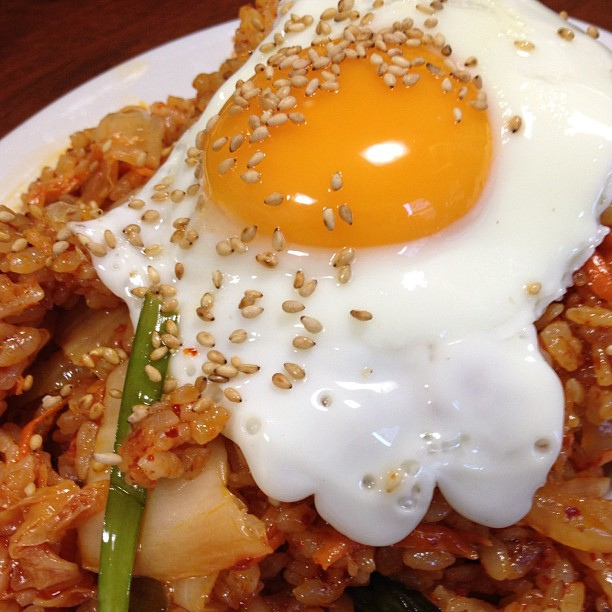
Chahan Kimchi với một quả trứng nấu chín

Chahan (Nhật: チャーハン/炒飯 Hepburn: chāhan), còn đựoc biết đến là Yakimeshi (tiếng Nhật: 焼飯), là một món cơm chiên gồm cơm là một nguyên liệu chính và các nguyên liệu phụ và gia vị. Món này thường đựoc chiên, và có thể được nấu chín trong chảo wok. Chahan có thể bắt nguồn từ thập niên 1860 từ người nhập cư Trung Quốc đến cảng Kobe. Chahan là một món ăn thiết yếu tr̀ong các nhà ở Nhật. Một phiên bản của món này là chahan kimchi. Vài nhà hàng ngoài Nhật Bản phục vụ món này như là một phần thực đơn.

## Lịch sử
Chahan có thể có nguồn gốc từ những người nhập cư Trung Quốc đã đến cảng Kobe, Nhật Bản vào những năm 1860. Trong tiếng Trung, cơm chiên được gọi là chǎofàn (炒飯); những ký tự Trung Quốc này có cách đọc tiếng Nhật là Chāhan.

## Sự chuẩn bị
Chahan là một món cơm chiên Nhật Bản thường được chiên, và có thể được nấu bằng cách xào nó trong chảo.  Gạo được sử dụng làm nguyên liệu chính, và vô số các thành phần bổ sung có thể được sử dụng, chẳng hạn như rau, hành tây, tỏi, nấm ăn được như nấm hương, đậu phụ, thịt lợn, thịt ba chỉ lợn, hải sản như thịt cua, trứng cá hồi, cá hồi, tôm và bạch tuộc, trứng cuộn, thịt bò xay và nước dùng gà, trong số những người khác. Cơm nấu sẵn thường được sử dụng, và cơm thừa đôi khi được sử dụng. Các loại dầu như dầu cải, dầu mè và dầu hướng dương được sử dụng để chiên món ăn. Các món ăn có thể được nêm với nước tương, dầu hào, dầu mè, muối, hạt tiêu và katsuobushi, một sản phẩm cá ngừ khô và vẩy. Tía tô, một loại thảo mộc ẩm thực châu Á, cũng có thể được sử dụng để hương vị chahan. Nori, một sản phẩm rong biển ăn được khô, có thể được sử dụng như một trang trí.
Việc sử dụng chảo nóng để chiên và nấu chahan nhanh chóng có thể ngăn cơm không bị dính vào chảo, và sử dụng cơm ấm cũng ngăn chảo bị dính. Việc sử dụng cơm khô, có thể được thực hiện bằng cách làm lạnh nó, cũng có lợi cho việc tăng cường quá trình nấu.

## Biến thể
Chahan kimchi được chế biến với kim chi làm nguyên liệu chính, và có thể được chế biến như một món ăn nhẹ hoặc cay.

## Ở nước ngoài
Một số nhà hàng ở các quốc gia khác truyền tải chahan như một phần thực đơn của họ, chẳng hạn như ở Philippines và Hoa Kỳ.

## Liên kết ngoại
- Gomoku Chahan có cơm và các thành phần theo mùa Lưu trữ ngày 8 tháng 8 năm 2020 tại Wayback Machine. PBS.